# Antoni Casamor d'Espona

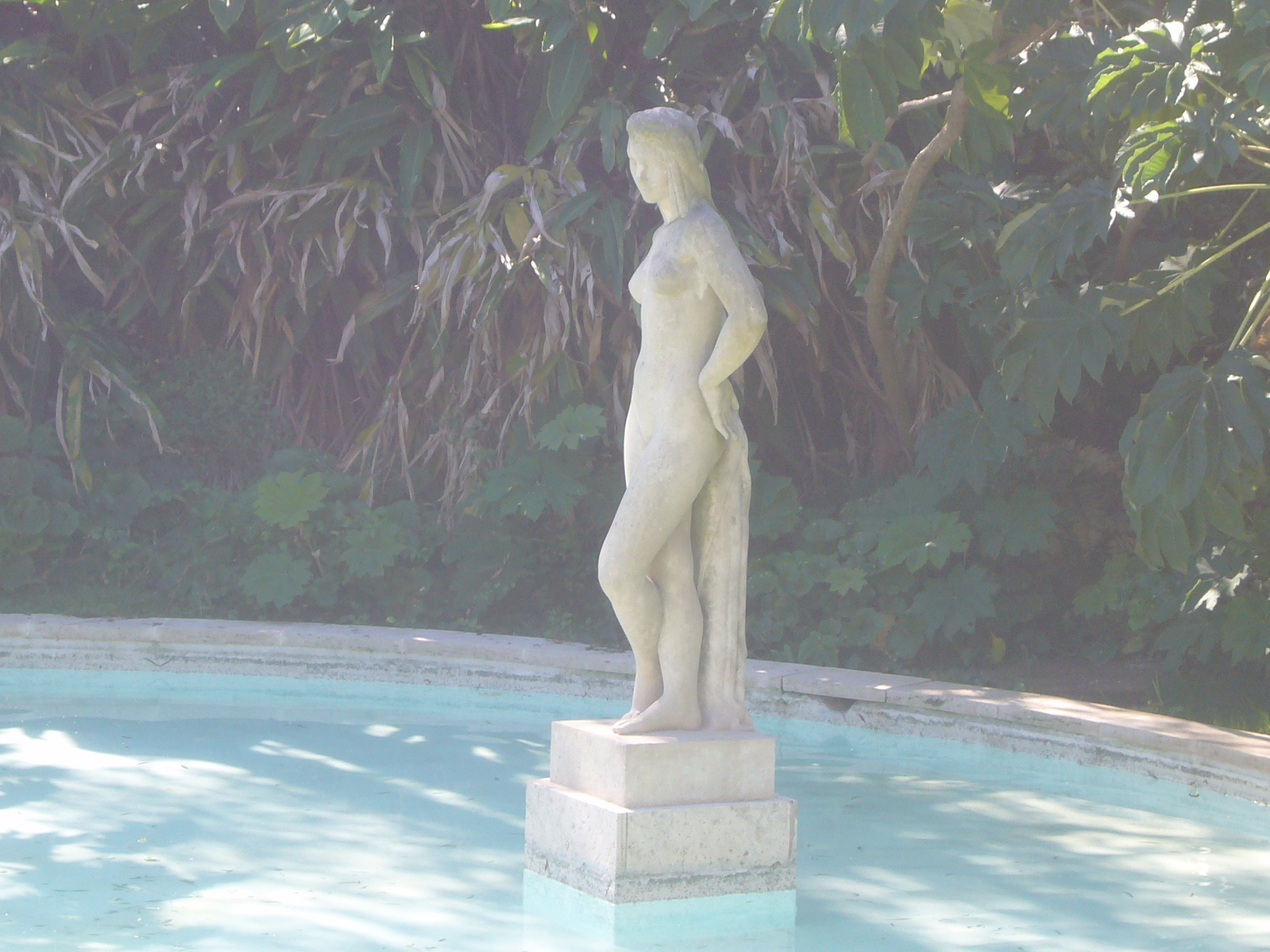
"Nu a l'estany". Obra situada als Jardins de Joan Maragall del Palauet Albéniz. Antoni Casamor (1970)

Antoni Casamor d'Espona -conegut també com el senyor Antón- (Barcelona, 1907 - Cervià de Ter, 1979) va ser un escultor que va desenvolupar la major part de la seva activitat a Catalunya.
Format amb Joan Núñez i Josep Dunyach, va arribar a estudiar dibuix al costat de Salvador Dalí. El seu estil noucentista en les arts es desenvolupa de manera tardana, amb clares influències d'Arístides Maillol. Va centrar el seu treball a la figura femenina i va participar en diverses exposicions a Madrid i Barcelona entre 1932 i 1935, amb cert èxit.
Després del parèntesi de la Guerra Civil va continuar la seva tasca vinculat al grup de la Promoció Mediterrània d'Artistes Pintors i Escultors, arribant a participar en exposicions col·lectives a Berlín i Venècia en plena Segona Guerra Mundial.
A més de les obres que realitza de manera individual i aïllada, destaca el seu treball a la façana de la Catedral de Girona, on talla dues imatges de sant Josep i sant Jaume.
Va ser també un gran col·leccionista d'art i d'antiguitats. El conjunt de les peces que va recollir al llarg dels anys va servir per crear la Fundació Casamor, que es troba al municipi de Navata (Alt Empordà).